# Luftentfeuchter

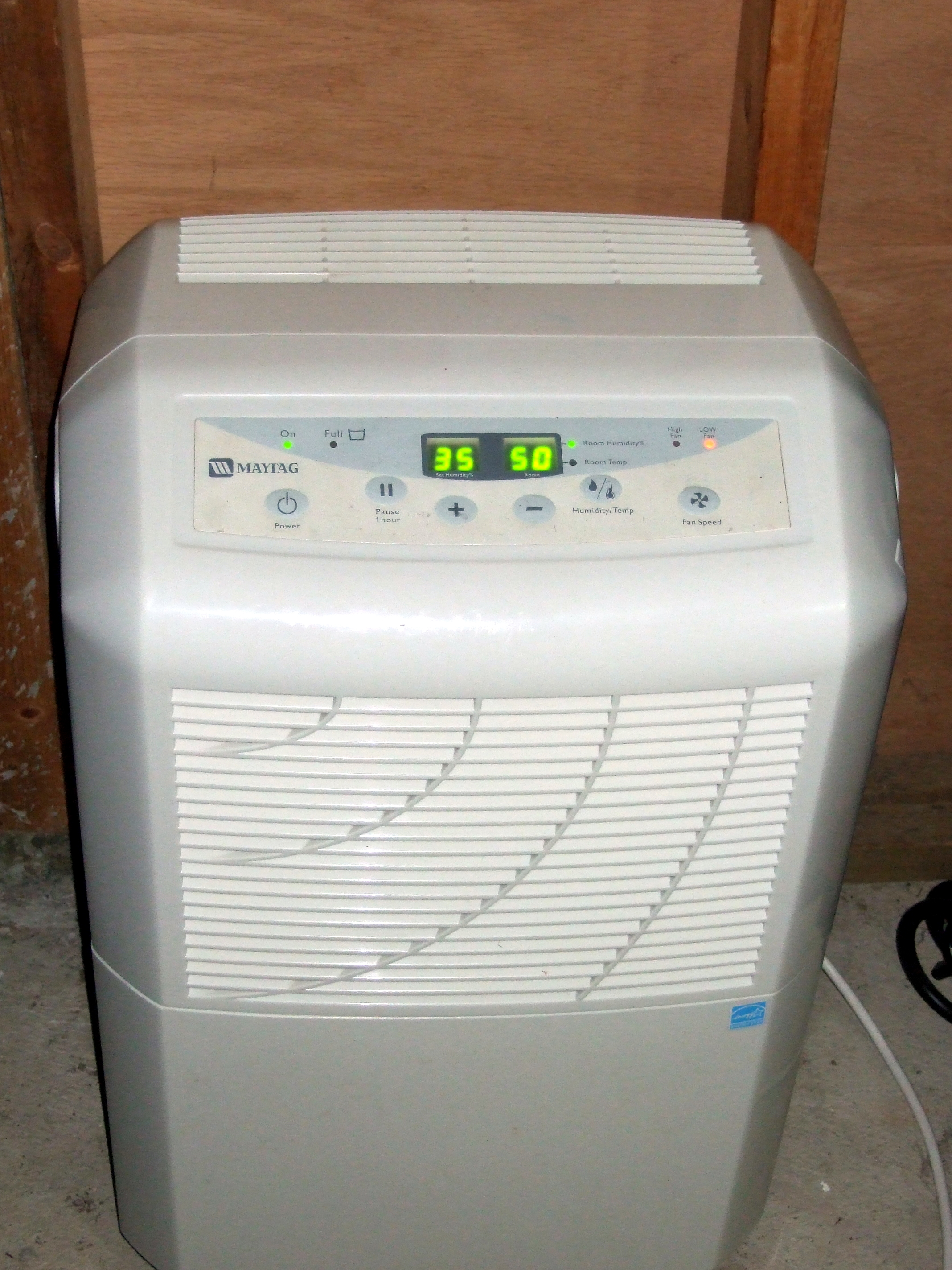
Tragbarer Luftentfeuchter

Ein Luftentfeuchter (umgangssprachlich Entfeuchter) ist ein Gerät, das die absolute Luftfeuchtigkeit in einem Raum (dann auch Raumentfeuchter/Raumtrockner genannt) senkt.

## Zweck
Luftentfeuchter werden zur Trocknung von Neu- und Altbauten sowie in historischen Gebäuden, nach dem Auftreten von Wasserschäden und für Räume verwendet, bei denen hohe Mengen an Wasserdampf anfallen, wie z. B. Schwimmbäder. In Neubauten können sie als Bautrockner zur Reduzierung der Baufeuchte eingesetzt werden. Hierbei steht das Verhindern von Kondenswasser (und damit Schimmelbildung) an Wärmebrücken des Bauwerks (z. B. schlecht gedämmte Außenwände) im Vordergrund. Darüber hinaus werden sie in Kombination mit Luftbefeuchtern eingesetzt, um die Luftfeuchtigkeit in einem Raum konstant zu halten.
Kleinere (regenerierbare) Luftentfeuchter (oft mit  dem Adsorptionsmittel Silicagel) arbeiten auch ohne elektrische Energie und können auch in Fahrzeugen eingesetzt werden, um das Beschlagen der Scheiben von innen und die Schimmelbildung an Armaturen und Polstern zu verhindern.

## Wirkungsweise

### Allgemeines
Die gängigen Luftentfeuchter arbeiten nach drei grundsätzlich verschiedenen physikalischen Methoden:
- Absorption in hygroskopischen Flüssigkeiten
- Adsorptionstrocknung durch Adsorption des Wasserdampfs an ein Adsorptionsmittel[2]
- Kondensationstrocknung durch Luftkühlung mit Wasserausscheidung[3]

Bei der Kondensation von Wasser wird eine Energie von ca. 0,62 Wh/g frei. Diese Energie muss bei Kondensations-Luftentfeuchtern unmittelbar durch Abkühlung der Luft abgeführt werden, bei Adsorptions-Luftentfeuchtern nachträglich durch Regeneration gesättigter Absorber.
Typischerweise wird die Leistung in Kondensat pro Tag angegeben. Umgerechnet entsprechen 10 kg Kondensat pro Tag einer Kühlleistung von typisch 300 W (theoretische Untergrenze: 260 W).
Die Trockenleistung ist abhängig von der Temperatur. Luft mit einer Temperatur von 20 °C kann maximal 17 g Wasser pro m³ aufnehmen. Ein Raum mit einer Grundfläche von 20 m² enthält folglich weniger als 0,8 Liter Wasser in der Luft. Bei 10 °C fällt der Wert auf die Hälfte. Zusätzlich verringert die niedrigere Temperatur die Verdampfungsrate. Feuchte Kellerwände lassen sich daher sehr schlecht durch Luftentfeuchter trocknen, sondern eher durch zusätzliches Heizen.
Die Energiebilanz fällt deutlich günstiger aus, wenn ein Luftentfeuchter gleichzeitig als Heizung dient. Denn dann stehen die bei der Kondensation freiwerdende Kondensationsenthalpie des Wassers und die Abwärme des Geräts als Heizenergie zur Verfügung.

### Absorption in hygroskopischen Flüssigkeiten
Bei der Absorption in hygroskopischen Flüssigkeiten wird die zu trocknende Luft mittels eines Ventilators über eine hygroskopische Flüssigkeit geleitet. Diese besteht in der Regel aus einer wässrigen Salzlösung von Lithiumchlorid, Lithiumbromid oder Calciumchlorid. Der Wasserdampf geht in die hygroskopische Lösung über und verdünnt diese. Die Absorptionsfähigkeit der Lösung wächst mit steigendem Druck, sinkender Temperatur und steigender Wasserdampfkonzentration in der Luft. Durch die frei werdende Absorptionswärme ist unter Umständen eine Kühlung der Flüssigkeit bzw. der getrockneten Luft notwendig.
Die hygroskopische Flüssigkeit bedarf nach einer gewissen Zeit der Regeneration. Dies geschieht in der Regel durch Erhitzen außerhalb der zu trocknenden Räume bzw. mit Ableitung des entstehenden Dampfes.

### Adsorptionstrocknung
Bei der Adsorption des Wasserdampfs wird die zu trocknende Luft mittels eines Ventilators über ein Adsorbens geleitet (Adsorptionstrocknung). Bei technischen Anwendungen handelt es sich meist um Silicagel, oft auch um ein sogenanntes Molekularsieb oder Salze (Deliqueszenz). Der Wasserdampf lagert sich am Adsorbens an und kondensiert dort. Die Adsorptionskapazität des Adsorbens wächst mit sinkender Temperatur und steigender Wasserdampfkonzentration in der Luft. Durch die frei werdende Adsorptions- und Kondensationsenthalpie ist unter Umständen eine Kühlung des Adsorbens bzw. der getrockneten Luft notwendig.
Das Adsorbens bedarf nach einer gewissen Zeit der Regeneration. Dies geschieht in der Regel durch Trocknung mit heißer Luft. Beim Molekularsieb kann eine Rücktrocknung stattfinden. Dies geschieht vor allem in Anlagen, bei denen die zu trocknende Luft komprimiert ist. Der Rücktrocknungsprozess findet üblicherweise in zwei Trockenbehältern statt. In einem Behälter wird die komprimierte Luft durch den Adsorber geschickt, der dieser Luft die Feuchtigkeit entzieht (durch Anlagerung an das Granulat des Molekularsiebes). Dann wird ein Teil der komprimierten und getrockneten Luft über den zweiten Behälter gegen die Atmosphäre geleitet. Durch die Expansion wird die Luft erheblich aufnahmefähiger für Feuchte und entzieht dem Molekularsieb die vorher angelagerten Wassermoleküle. In regelmäßigen Abständen wird dieser Prozess zwischen den beiden Behältern hin und her geschaltet, so dass ein je nach gewünschtem Trockenheitsgrad der komprimierten Ausgangsluft höherer oder niedrigerer Prozentsatz der Luft getrocknet für die weitere Verwendung bereitsteht.

### Kondensationstrocknung
Bei der Luftkühlung mit Wasserausscheidung (Kondensationstrocknung) wird die zu trocknende Luft mittels eines Ventilators über einen Wärmeübertrager geleitet. Das Wasser rinnt von den gekühlten Flächen des Wärmeübertragers ab und wird in einem Kondensatbehälter gesammelt oder abgeleitet. Von entscheidender Bedeutung ist bei diesem Prozess, dass die Oberflächentemperatur des Wärmeübertragers niedriger ist als die Taupunkttemperatur der Luft.
Der Wärmeübertrager kann z. B. mit Leitungswasser, Brunnenwasser oder Sole gekühlt werden.
In Luftentfeuchtern für den Haushaltseinsatz und in Bautrocknungsgeräten wird die Taupunktunterschreitung durch einen geschlossenen Kühlkreislauf bewirkt: Im Trocknungsgerät ist ein Kompressor eingebaut, der für eine Zirkulation von Kältemittel in einem Kühlkreislauf sorgt (Kompressionskältemaschine). Die warme feuchte Luft wird durch einen Ventilator angesaugt und zum Verdampfer (in dem das Kältemittel bei niedriger Temperatur verdampft) geleitet, wo die Luftfeuchtigkeit kondensiert. Anschließend strömt die Luft über den Kältemittel-Kondensator, um diesen zu kühlen, und wird in den Raum zurückgeleitet. Da bei diesem Verfahren mit Temperaturen in der Nähe des Gefrierpunktes gearbeitet wird, kommt es dabei leicht zu einer Vereisung des Verdampfers. Dadurch kommt es zu einer stetigen Abnahme der Entfeuchtungsleistung bis hin zu einem Totalausfall des Systems. Deswegen sind nur Geräte praktikabel, die über einen „automatischen Abtauvorgang“ verfügen. Hierbei unterscheidet man zwischen einer elektronischen Abtauung und einer Heißgasabtauautomatik.
In der Regel sind die so arbeitenden Luftentfeuchter mit einem elektronischen Hygrometer ausgestattet und schalten sich aus (oder auf geringere Leistung), sobald ein bestimmter Wert der relativen Luftfeuchtigkeit erreicht ist. Bei Geräten mit Kondensatbehälter wird der Wasserstand überwacht und das Gerät schaltet sich bei vollem Kondensatbehälter aus.
Für den Haushaltsgebrauch gibt es auch preisgünstige Geräte mit einem Peltier-Element als Kältemaschine. Deren Leistung ist allerdings erheblich niedriger und sie arbeiten auch nicht so effizient, da ein Peltier-Element geringere Leistungszahlen erreicht als eine Kompressionskältemaschine.